# Auferstehungskirche Hakodate

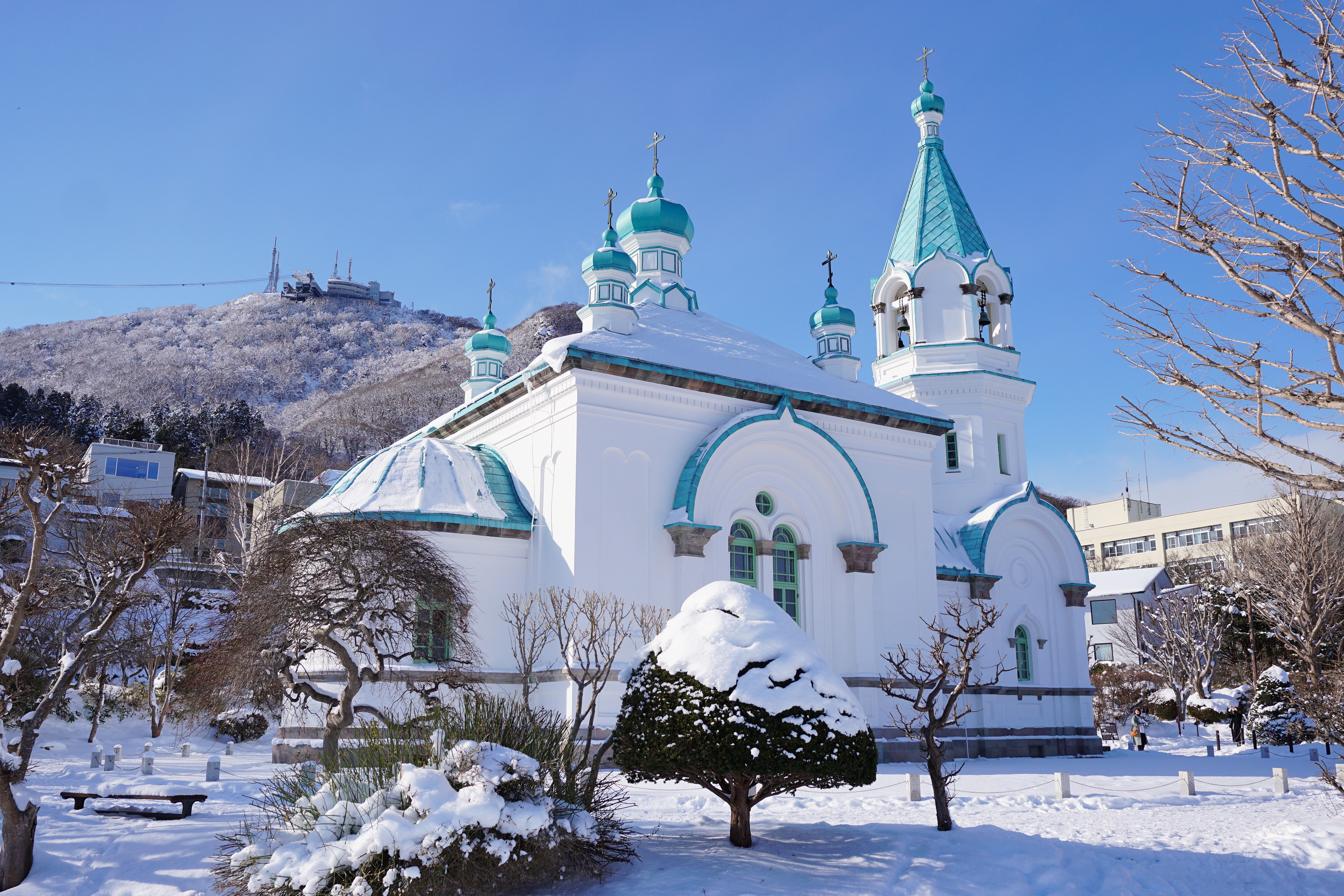
Kirche (2023)

Die Auferstehungskirche in Hakodate (jap. 函館ハリストス正教会, Hakodate Harisutosu Seikyōkai, dt. Orthodoxe Kirche von Hakodate) ist ein orthodoxes Kirchengebäude auf der Insel Hokkaido. Es stammt aus dem Jahr 1916 und gehört zur Eparchie Ostjapan der (russisch-)orthodoxen Kirche in Japan. Das Gebäude im russisch-neobyzantinischen Stil gilt als wichtiges Kulturgut Japans und der Klang ihrer Glocke wurde in die Liste der 100 Klanglandschaften Japans aufgenommen.

## Lage
Die Kirche befindet sich im Bezirk Motomachi der Stadt Hakodate, am Fuß des gleichnamigen Berges. Im ehemals für Ausländer vorgesehenen Bezirk finden sich darüber hinaus auch die anglikanische St. Johannis-Kirche sowie die katholische Kirche.

## Geschichte
Infolge des Vertrags von Shimoda 1855 sollte dem russischen Konsulat ein Gelände und Wohnraum in Hakodate zur Verfügung gestellt werden. Ende 1858 wurde das Konsulat eröffnet, unter der Leitung des Diplomaten Iossif Antonowitsch Goschkewitsch. War die orthodoxe Mission zuerst in verschiedenen buddhistischen Tempeln untergebracht, sorgte Goschkewitsch dafür, dass in kurzer Zeit ein Gelände am Fuß des Berges Hakodate bereitgestellt werden konnte. Auf dieser Fläche wurden ab 1860 ein zweistöckiges Konsulatsgebäude, vier flache Gebäude und eine hölzerne orthodoxe Kirche errichtet. Die kleineren Gebäude waren für die zum Konsulat gehörenden russischen Familien gedacht. Später kamen noch eine Grundschule, eine Nähschule für Mädchen und ein Krankenhaus dazu.
Der erste Priester in Hakodate war Wassili Machow. Er blieb nur eine kurze Zeit, sodass auf ihn 1861 Nikolai Kassatkin folgte. Durch seine missionarische Tätigkeit wurde dieser Wegbereiter für das orthodoxe Christentum in Japan. Im Jahr 1872 wurde das russische Konsulat nach Tokyo verlegt. Auch Nikolai ging um diese Zeit nach Tokyo, von wo er die Mission auf ganz Japan ausdehnte.
Das heutige Gebäude ist der Nachfolgebau der 1907 niederbrannten Kirche. Nach dem Abschluss des Baus 1916 weihte der Nachfolger des 1912 verstorbenen Bischofs Nikolai, Metropolit Sergius (Tichomirow) die Kirche. Der Entwurf stammt vom Architekten Kawamura Izō, einem orthodoxen Diakon, der auch weitere Kirchen konzipierte.
Mit der Ernennung zu wichtigen Kulturgütern 1983 wurden die Bedeutung der Kirche sowie der darin befindlichen Ikonostase staatlich anerkannt und hervorgehoben. Darüber hinaus wurde der Klang der Glocke im Jahr 1996 von der Umweltbehörde Japans in die Liste der 100 Klanglandschaften Japans aufgenommen. Zwischen 1985 und 1988 sowie 2021 und 2023 erfolgten umfangreiche Restaurierungen. Dazu gehörte auch die Sicherung gegen Erdbeben.

## Beschreibung
Es handelt sich um einen im Stil der russisch-neobyzantinischen Architektur errichteten Ziegelbau mit weiß verputzter Fassade. Das Gebäude wird von grünen Kupferdächern und einem oktogonalen Glockenturm abgeschlossen. Typisch für russische Kirchen besitzt sie mehrere Zwiebelhauben, hier sechs an der Zahl, welche mit Kreuzen bekrönt werden.

## Galerie

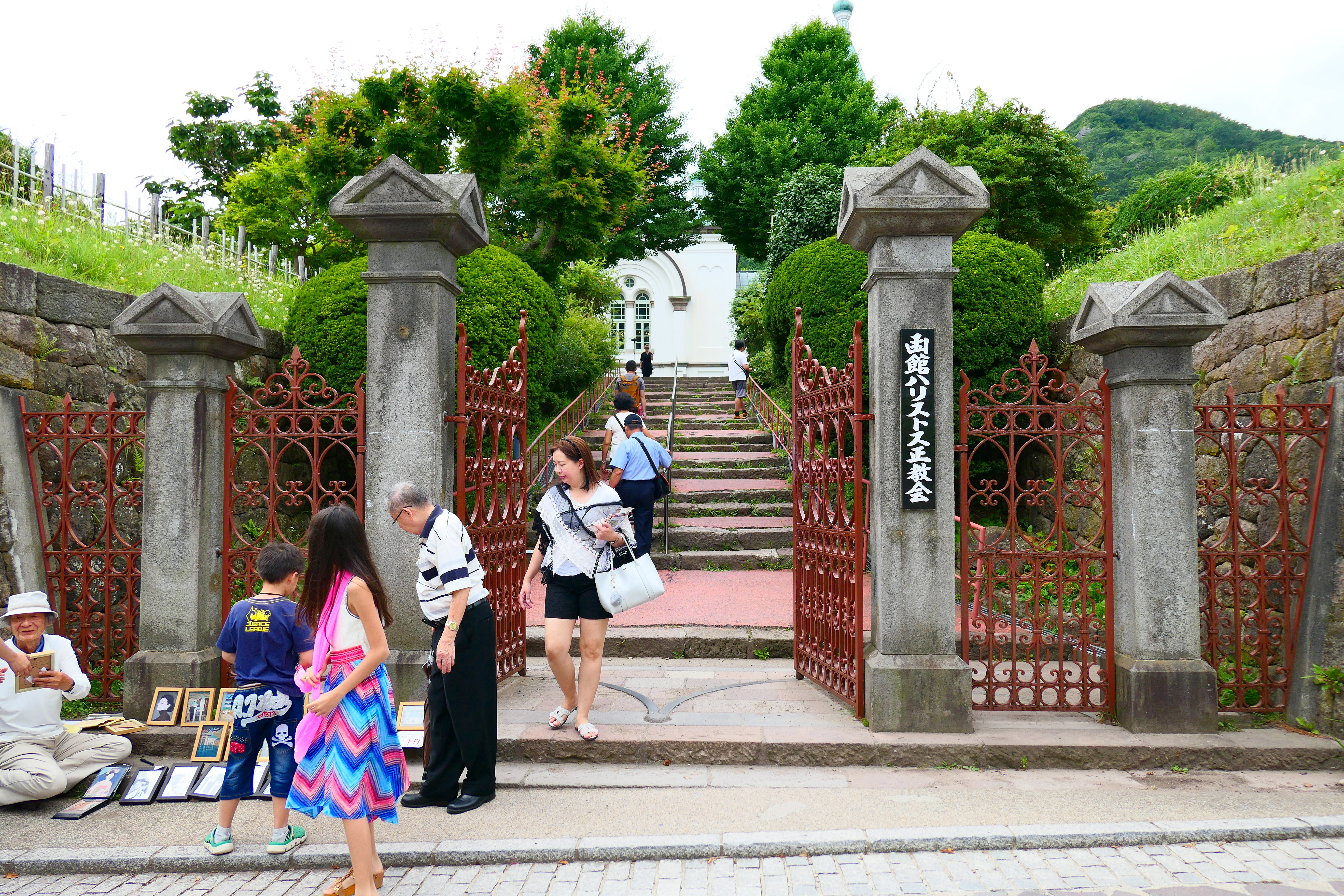
Eingang auf das Gelände der Kirche
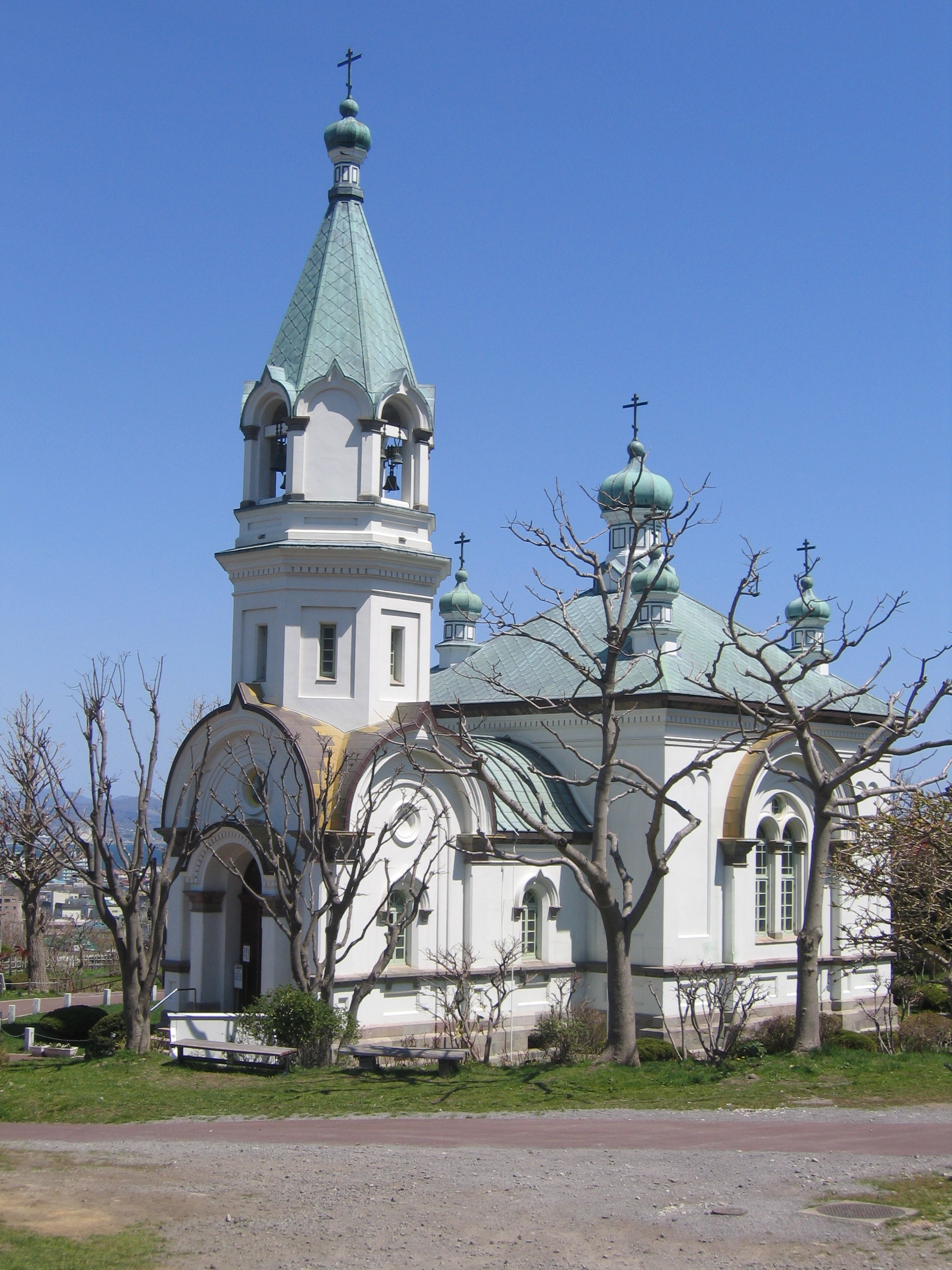
Gesamtansicht von Süd-West
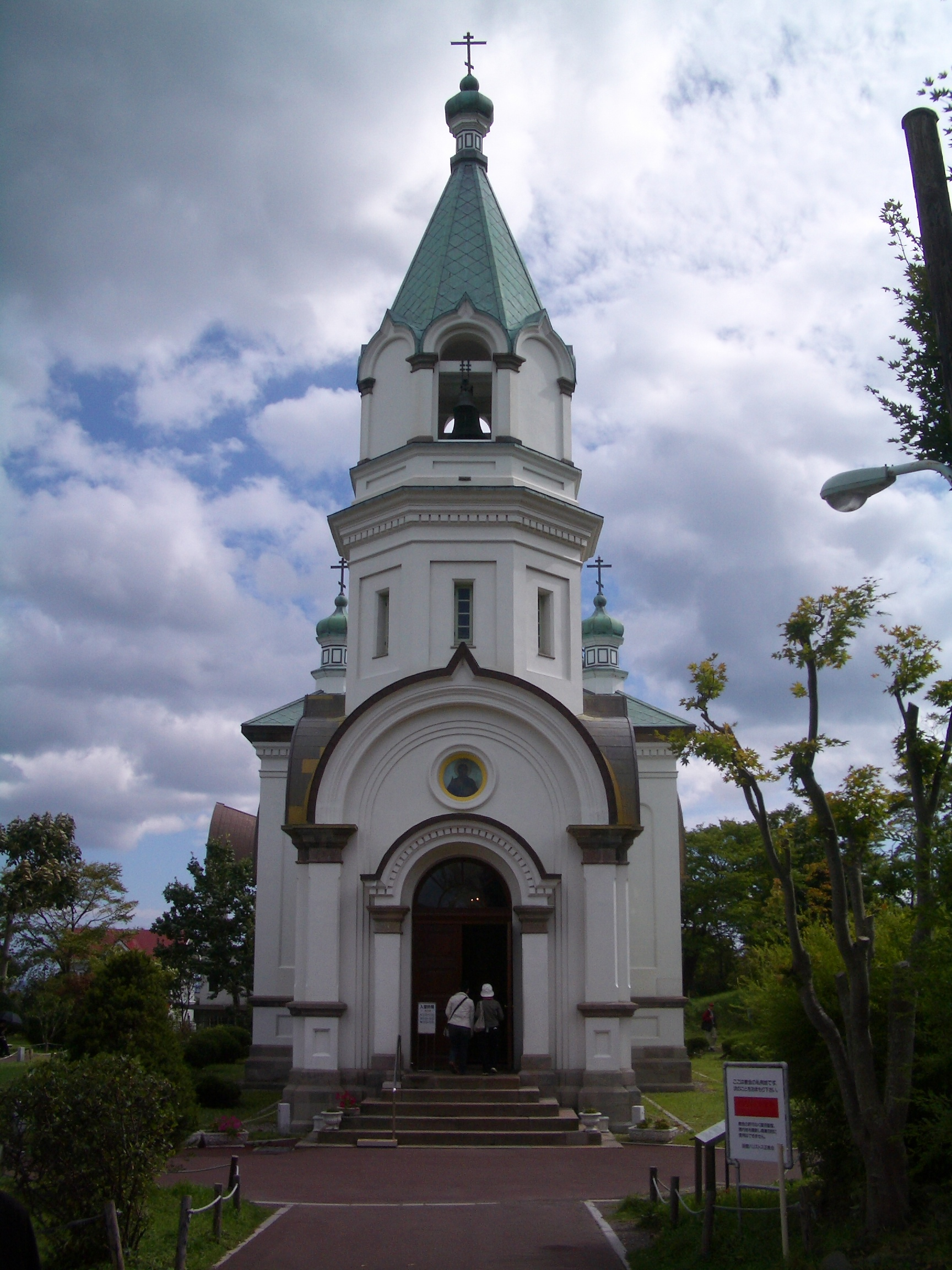
Westseite
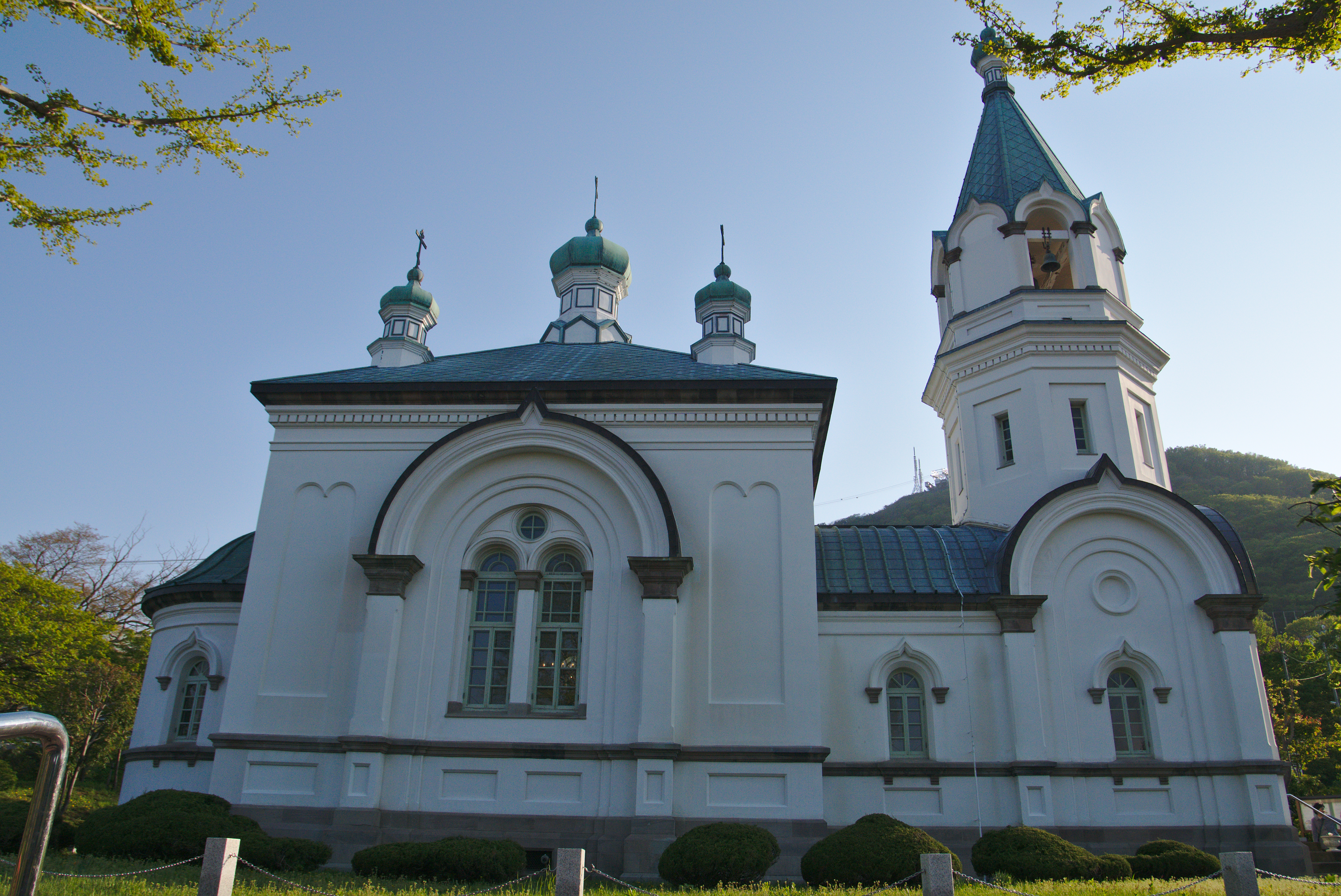
Nordseite
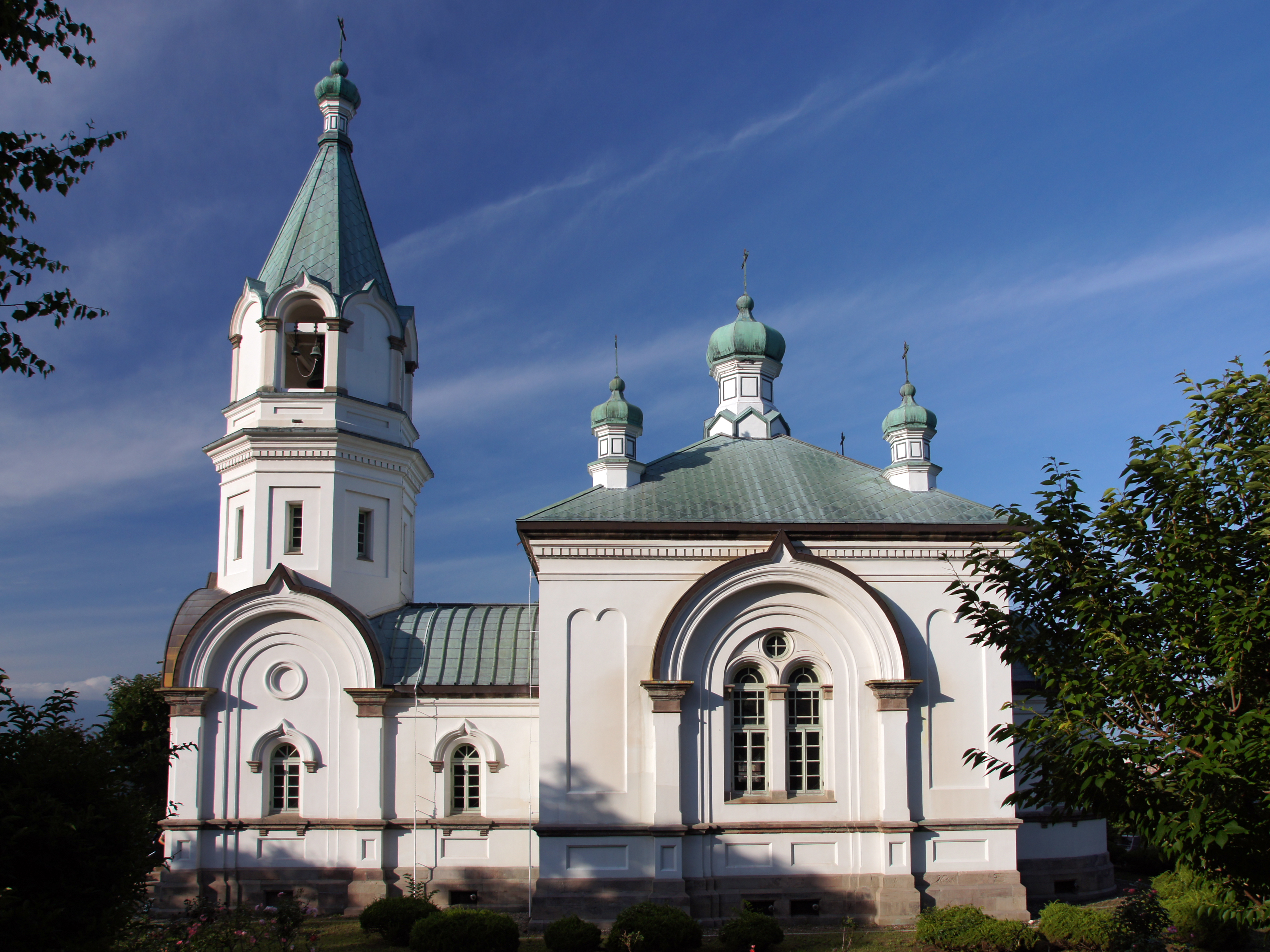
Südseite
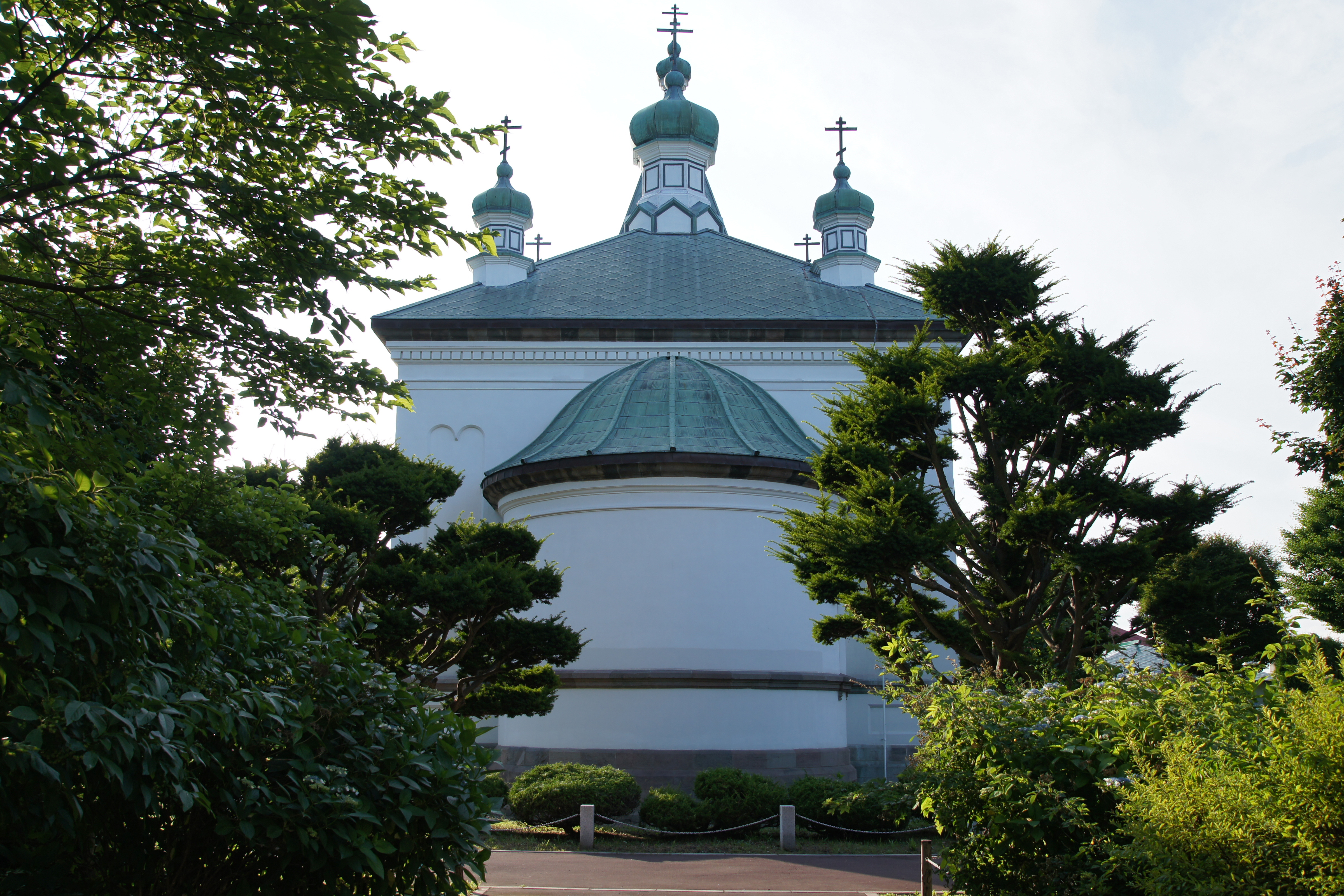
Ostseite
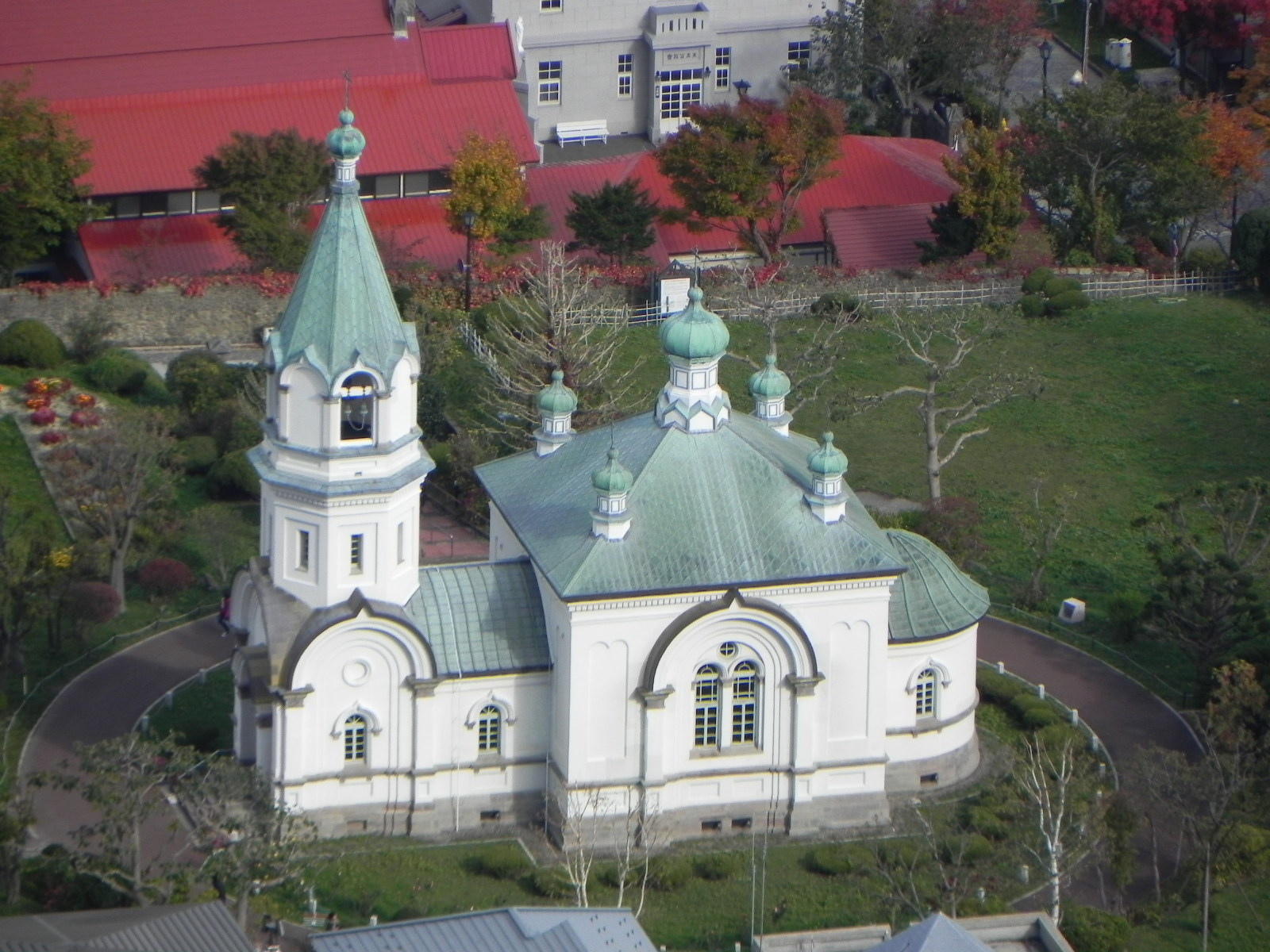
Luftperspektive
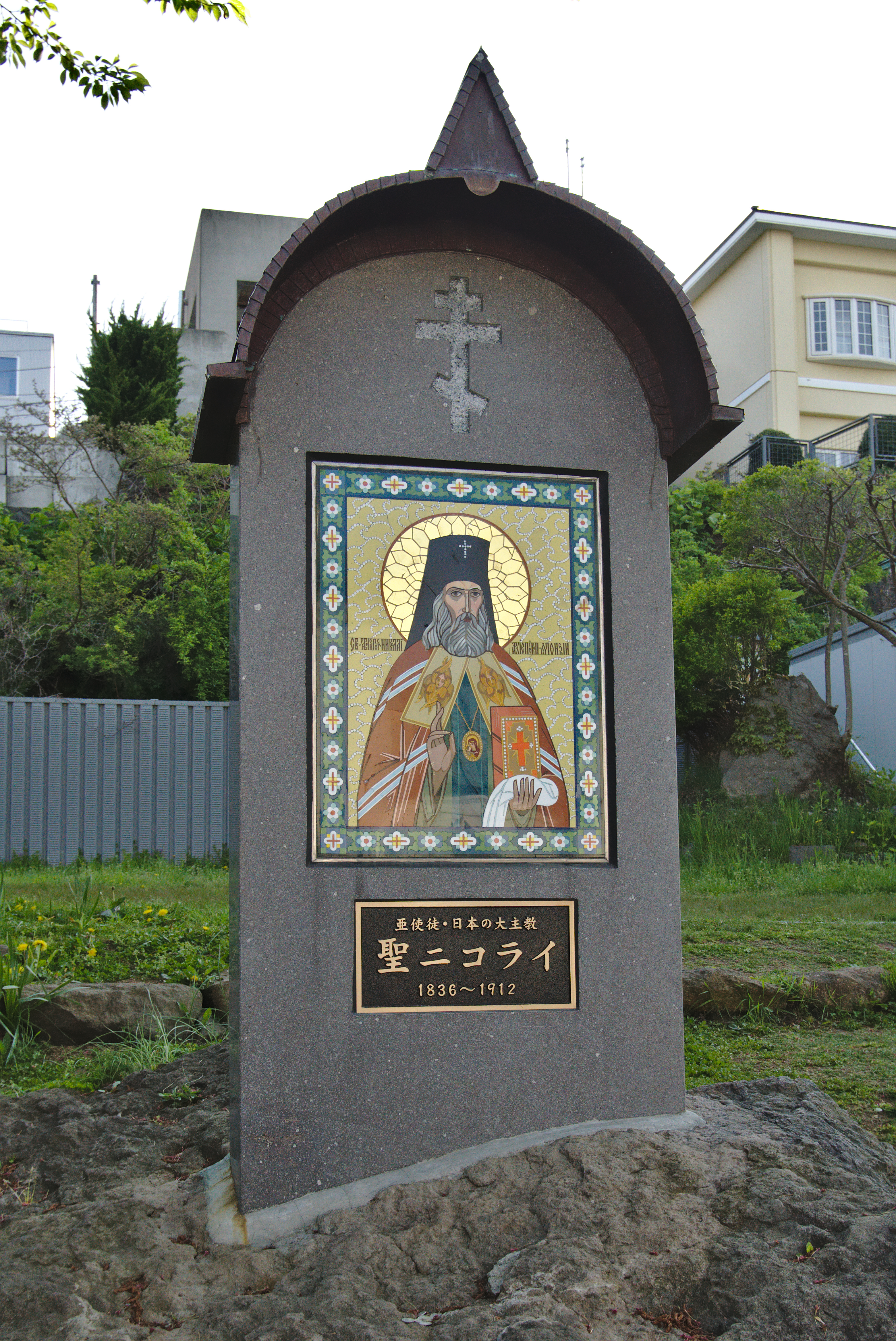
Ikone des Heiligen Nikolai von Japan